# 電光石火 (漫画)
『電光石火』（でんこうせっか）は、盛田賢司による日本の漫画作品。『ビッグコミックスピリッツ』（小学館）で2000年第15号から2001年第43号にかけて連載された。コミックスはビッグコミックスより全6巻。

## あらすじ
江戸幕府第8代将軍徳川吉宗は、幕府の抱える莫大な借金を西海道（九州）をイスパニアに売却することで賄おうと計画していた。この計画は吉宗の死によって途絶えたかに思われたが、吉宗の死の8年後、第9代将軍徳川家重の側近大岡忠光は密かに計画を続行。西海道売却の調印まで残り1年半となろうとしていた。
序章 獄門島
有明海に面する九州の小藩三角藩の藩主志熊 清長（しぐま きよなが）は物狂いとして知られていた。藩内の重罪人を集め、武器を与え、沖合の「獄門島」に送り込み、互いに殺し合わせて生き残った7人を助命するとした。
生き延びた8人、雷光之介（いかずち ひかりのすけ）、狐火（きつねび）、鯖目（さばめ）、鉄馬（てつま）、青海入道（せいかいにゅうどう）、月光鳥（げっこうちょう）、鵺（ぬえ）、つむじ風を前に清長は幕府による西海道売却の計画を打ち明け、8人を死んだ者として鬼籍刺客人として討幕を依頼。自らは8人の前で腹を切った。
第一章 鬼面編
鬼籍刺客人の8人は九州のとある藩の山村で、そこの住人が惨殺されているところに遭遇する。九州売却にあたって、金鉱を掘りつくし、更には鉱山の痕跡ごと葬る公儀刺客人、極楽丸の差し金であったが、そこに金を着服しようとする藩主・忠晴の思惑もあった。忠晴は圧政に反抗する領民一揆によって倒されるが、鬼籍刺客人たちも公儀刺客人によって、殺害されてゆく。
第二章 陰謀編
西海道を1100万両でイスパニアに売却するという事前交渉もまとまり、あとは1年後の正式調印を待つばかりとなっていた。
相良学問所に通う志波十三郎（しば じゅうざぶろう）は西海道売却の話を聞き、これが大岡忠光の独断によるものとし、売国奴・大岡忠光を討つという計画に参画する。しかし、これは極楽丸が討幕という野望をかなえるための秘密結社でもあった。
十三郎らは大岡忠光を討つことに成功するが、極楽丸は日本に産業革命を起こすための資金源として西海道を売却し、中央集権国家として再編成するという野望を打ち明ける。
最終章 決戦
極楽丸に同意できない十三郎らは、光之介の助けもあって極楽丸のもとからの脱出に成功する。
野望のため邪魔な幕閣の暗殺を行い、大老の地位、従二位中納言の官位を得た極楽丸を討つべく、光之介と十三郎らは5人で江戸城を奇襲する。
光之介は、かつての同僚、部下であった公儀刺客人たちを次々と切り、ついには極楽丸のいる天守閣へと到達。光之介は撃たれるものの、ついには極楽丸と将軍・家重を討つことに成功する。
続いて、側用人となり権力を掌握した田沼意次によって、極楽丸の一件はなかったこととされた。

## 主な登場人物
雷光之介（いかずち ひかりのすけ）
本名は柘植地獄丸（つげ じごくまる）。極楽丸の実兄で、公儀刺客人の実行部隊を率いてきた裏の頭首。顔の右側に大きな傷がある。
「一撃必殺」と言われる無水天流・陰之形の使い手。
柘植極楽丸（つげ ごくらくまる）
鬼面編より登場。
公儀刺客人の頭首。地獄丸の実弟で顔も瓜二つだが、顔の傷は左側にある。無水天流・陽之形の使い手。
志波十三郎（しば じゅうざぶろう）
陰謀編より登場。志波家の13人目の子供ということで十三郎と名付けられた。剣の腕はさほどでもないが、発明の才に秀でており、手回し式ガトリング砲、回転式拳銃などを製造している。